# La ronca de oro
La ronca de oro est une série télévisée colombienne en 62 épisodes et diffusée en 2014 sur Caracol Televisión en Colombie. Elle retrace les premières étapes de la vie d'Helenita Vargas (es) (1934-2011), chanteuse colombienne dont le surnom était "la ronca de oro".

## Synopsis
C'est l'histoire d'Helena Vargas qui a voulu être libre à une époque (années 50) où les femmes avaient plus de devoirs que de droits, ne pouvant qu'être mères et épouses.
C'est dans le chant qu'elle exprimera son profond désir de liberté. C'est avec les rancheras, cette  musique venue du Mexique, qu'après des années de lutte elle obtiendra le succès, après maintes humiliations et souffrances. Ses rancheras accompagnent ses deux grands amours :  l'un  qui faillit lui coûter  la vie et l'autre qui lui fera connaître  le bonheur.
Helenita  Vargas a réussi à s'imposer en tant que femme et en tant que chanteuse. Elle a compris que la musique populaire n'a pas d'âge, pas de sexe, pas de classe ni de couleur politique. Elle a fait de la  ranchera un hymne national, qu'on entendait dans les villages, les provinces, et  les cercles  du pouvoir  alors que le pays  était en guerre  civile.

## Distribution
- Ana María Estupiñán : Sofía Helena Vargas Marulanda "Helenita" (jeune)
- Majida Issa[3] : Sofía Helena Vargas Marulanda "Helenita"
- Diego Cadavid[4] : Álvaro José Sálas
- Viviana Serna : Cecilia Hincapié
- Leonardo Acosta : Germán Hincapié
- Johanna Morales : Samantha
- Marcela Benjumea : Estrella Ulloa
- Rashed Estefenn : Ernesto Loaiza
- Diana Neira : Maritza Rengifo (jeune)
- Jimena Durán : Maritza Rengifo
- Alejandra Lara : Lucía
- José Narváez : Pepe Pardo
- Laura García : Ana Julia Marulanda de Vargas
- Luis Fernando Montoya : Luis Vargas
- Valentina Jerez
- Abril Schreiber : Virginia Tafur (jeune)
- Ángela Piedrahita : Virginia Tafur
- Johan Martínez : Efraín Vargas Marulanda (jeune)
- Alex Adames : Efraín Vargas Marulanda
- Astrid Ramírez : Belén de Vargas
- Monica Pardo Vélez : Felicia Vargas Marulanda (jeune)
- Maria Isabel Henao : Felicia Vargas Marulanda
- Santiago Gómez
- Greeicy Rendón : Pilar Hincapié Vargas
- Juan Pablo Gamboa : Rubén De La Pava
- Didier van der Hove : Mauricio Guerra "Mauro"
- Mauro Mauad : Gregory Paz
- Yolanda Rayo : Graciela Arango de Tobón
- Marianne Schaller : Clarissa de las Américas
- Gustavo Ramirez : Guido
- Mabel Moreno : Antonia Holguín
- Camilo Perdomo : Hernando "Nando"
- Ricardo Mejía : Hernando Vargas Marulanda
- Steven Salcedo : Diego Cruz
- Ernesto Ballén : Alberto Vargas "Beto"
- Roger Moreno : Andrés Alvarado
- Rubén Sanz : Jordi
- Alejandro Otero : Enrique López
- Roberto Marín : Argemiro
- Ana María Jaraba
- Buster Rojas

## Diffusion
- Caracol Televisión (2014)
- Golden
- TVN
- Venevisión
- Unitel
- WAPA-TV
- Telesistema
- Univision Canada
- Cubavisión
- Thai TV
- France ô De plus Greeicy Rendón a participé au tournage.
- RTP2 (depuis le 14 septembre 2021)[5]